# Comuna Lîpeanka, Karlivka
Lîpeanka (în ucraineană Лип'янка) este o comună în raionul Karlivka, regiunea Poltava, Ucraina, formată din satele Babaikove, Iasne, Lîpeanka (reședința) și Rozumivka.

## Demografie
Componența lingvistică a comunei Lîpeanka
     Ucraineană (94,15%)
     Rusă (3,87%)
     Alte limbi (1,17%)
Conform recensământului din 2001, majoritatea populației comunei Lîpeanka era vorbitoare de ucraineană (94,15%), existând în minoritate și vorbitori de rusă (3,87%).